# Mathias Svensson
Mathias Svensson född 24 september 1974, är en svensk före detta fotbollsspelare som spelade tre landskamper för Sverige, och blev svensk mästare med IF Elfsborg 2006.
Som målfarlig anfallare var han utlandsproffs i nästan tio år och spelade i Premier League för både Charlton och Norwich.
2008–2011 var han assisterande sportchef i IF Elfsborg.

## Karriär
Mathias Svensson är född och uppvuxen i Aplared utanför Borås. Han började sin fotbollskarriär i Sexdrega/Aplareds IF.
Svensson värvades till IF Elfsborgs seniortrupp under tränaren Håkan Sandberg och var med och spelade upp IF Elfsborg till Allsvenskan i A-laget som 22-åring 1996. Efter att ha gjort 15 mål på 22 matcher för Elfsborg lämnade han för spel i engelska Portsmouth FC som då spelade i Football League First Division. Terry Venables som precis blivit ägare av klubben ville ha svensken till England.

### Utlandsproffs
Mathias Svensson debuterade den 7 december 1996 mot Sheffield United och i hans andra match mot Huddersfield blev Svensson tvåmålsskytt. Det blev ytterligare fyra ligamål på vårsäsongen, samt ett i mål i FA-cupen när Portsmouth slog ut Leeds United, och klubben nådde kvartsfinal i FA-cupen där de förlorade mot Chelsea. 
Den 12 mars 1997 debuterade Mathias Svensson i A-landslaget i en träningslandskamp mot Israel i Ramat Gan, och ersatte Kennet Andersson. Svenssons andra landskamp blev ytterligare ett inhopp i en träningslandskamp mot Polen på Råsunda den 22 maj 1997.
Mathias Svensson inledde säsongen 1997/1998 med tre mål på sex matcher. Det blev ytterligare ett mål till för Svensson i Portsmouth, mot Stoke City den 6 december 1997. Målproduktionen avtog under våren och Svensson flyttade till Österrike och Tirol Innsbruck. Där gjorde han mål direkt i debuten mot SV Ried den 29 juli 1998. 
Men efter bara sju matcher återvände Svensson till Football League First Division och Crystal Palace i slutet av september 1998. Tränaren Terry Venables ville återigen ha svensken, och första målet för London-klubben kom mot Norwich City den 17 oktober 1998.  Skador stoppade Svenssons första år i Crystal Palace, men målproduktionen återkom höstsäsongen 1999 då Svensson gjorde 9 mål på 22 matcher. Det lockade London-rivalen Charlton att köpa Mathias Svensson i januari 2000. Crystal Palace hade även ekonomiska problem vid denna tidpunkt.
Den 22 mars 2000 gjorde Svensson sitt första mål för Charlton mot Grimsby Town och hjälpte till att föra upp klubben till Premier League.
Svensson gjorde mål direkt i hans första match i Premier League för Charlton mot Middlesbrough den 21 oktober 2000. Det blev ytterligare fem Premier League-mål för Mathias Svensson i Charlton, plus ett mål i FA-cupen mot Tottenham Hotspur, under resten av säsongen då klubben slutade på en nionde plats i Premier League. 
Mathias Svenssons tredje och sista landskamp blev ett inhopp i VM-kvalmatchen mot Moldavien i slutminuterna på Ullevi den 6 juni 2001. Återkommande skador förstörde resten av året 2001, och Svensson fick begränsad speltid när han kom tillbaka och det blev heller inga fler mål för honom i Charlton.
Mathias Svensson hittade målformen igen när han lånades ut till Derby County i Football League First Division, och gjorde mål direkt i debuten mot Reading den 23 augusti 2003. Svensson gjorde ytterligare två mål hösten 2003 innan han köptes av Norwich City den 19 december 2003. Svenssons första mål för Norwich City kom mot Nottingham Forest den 26 december 2003. Han gjorde ytterligare sex mål våren 2004 och hjälpte till att föra upp klubben till Premier League.
Säsongen i Premier League startade på bästa sätt för Mathias Svensson som gjorde mål i inledningsmatchen mot hans gamla klubb Crystal Palace den 14 augusti 2004. Men återkommande skador gjorde att han fick mindre med speltid, och det blev ytterligare fyra mål för Svensson. Det sista ett segermål mot hans gamla klubb Charlton den 23 april 2005.

### Återkomst till Elfsborg
Efter nästan tio år utomlands flyttade Svensson hem till Elfsborg för att vara en del av satsningen där man hade byggt den nya arenan Borås Arena under 2005. Han gjorde sin första allsvenska match för IF Elfsborg den 4 juli 2005 mot Kalmar FF och nickade in segermålet inför en fullsatt Borås Arena. 2006 var han en starkt bidragande orsak till Elfsborgs första SM-guld på 45 år. Mathias Svensson gjorde 6 mål i allsvenskan 2006.
Den 5 mars 2008 meddelade Elfsborg att Svensson avslutar sin proffskarriär i fotboll. Den 12 november 2008 blev det klart att Mathias Svensson skulle bli ny sportchef för Elfsborg. I december 2011 valde han att lämna sitt arbete i klubben.
Svensson blev ägare och VD för rekryterings- och bemanningsföretaget Effektiv 2013.

## Meriter
- Svensk mästare 2006
- Engelsk Championshipsegrare 1999/2000
- Engelsk Championshipsegrare 2003/2004
- 3 A-landskamper

## Seriematcher och mål
- 2007: 22 / 6
- 2006: 26 / 6
- 2005: 13 / 1
- 2004-05: 22 / 4 (Norwich)
- 2003-04: 20 / 7 (Norwich)
- 2003-04: 10 / 3 (Derby, på lån)
- 2002-03: 15 / 0 (Charlton)
- 2001-02: 13 / 0 (Charlton)
- 2000-01: 22 / 6 (Charlton)
- 1999-00: 18 / 2 (Charlton, från jan)
- 1999-00: 24 / 9 (Crystal Palace, till jan)
- 1998-99: 8 / 1 (Crystal Palace)
- 1998-98: 6 / 1 (FC Tirol Innsbruck)
- 1997-98: 28 / 4 (Portsmouth)
- 1996-97: 19 / 6 (Portsmouth)
- 1996: 22 / 15 (Elfsborg)